# 발정 주기
발정 주기(發情週期, 영어: estrous cycle)는 대부분의 포유류 암컷들에게서 생식 호르몬이 야기하여 순환되는 생리학적 변화들을 이룬다. 발정 주기는 성적으로 성숙한 암컷들의  춘기 발동기 이후에 발동하며, 발정 휴지기(anestrous phase)와 임신 시기에는 방해를 받는다. 일반적으로 발정 주기는 죽을 때까지 멈추지 않는다. 일부 짐승들은 이따금 월경과는 다른 출혈성 질 분비물을 보이기도 한다

## 단계
- 발정기 직전 (proestrus)
- 발정기 (estrus)
- 발정 후기 (metestrus)
- 발정간극 (diestrus) - 발정 휴지 기간

## 종
- 사람: 뉴 멕시코 대학교의 "Ovulatory cycle effects on tip earnings by lap dancers: economic evidence for human estrus?" 논문에 따르면 사람 또한 발정기가 존재한다.
- 고양이 : 14~21일
- 개 : 발정 직전 시기는 5~7일 (9일)로 긴 편이며 발정기는 4~13일 지속된다.
- 말 : 교미기는 4~10일, 발정간극은 14일이므로 총 발정 주기는 3주 정도로 짧을 수 있다.
- 쥐 : 4~5일

### 기타
그 밖의 포유류의 발정기는 다음과 같다.
- 암양 : 17일
- 암소 : 21일
- 암퇘지 : 21일
- 암컷 염소 : 21일
- 암컷 토끼 : 가변적
- 암탕나귀 : 23일 (매우 다양하며, 13~31일)
- 암컷 코끼리 : 16주

## 추가 문헌
- Spindler, R.E., Wildt, D.E. Circannual variations in intraovarian oocyte but not epididymal sperm quality in the domestic cat.Biology of Reproduction1999;61:188–194.
- Pelican, K., Wildt, D., Pukazhenthi, B., Howard, JG. Ovarian control for assisted reproduction in the domestic cat and wild felids. Theriogenology 2006;66: 37–48.

## 같이 보기
- 월경 주기